# Kadosz (film)
Kadosz (hebr. ‏קדוש‎) – izraelsko-francuski dramat obyczajowy z 1999 roku w reżyserii Amosa Gitaja, z Yaël Abecassis i Joramem Hatabem w rolach głównych, którego akcja rozgrywa się w środowisku ortodoksyjnych Żydów w Jerozolimie.
Obraz miał swoją premierę w konkursie głównym podczas 52. MFF w Cannes. Do szerokiej dystrybucji kinowej w Izraelu film trafił 10 czerwca 1999 roku.

## Fabuła
Akcja filmu rozgrywa się w czasach współczesnych w jerozolimskiej dzielnicy Me’a Sze’arim. Mąż Rywki Meir, będąc ortodoksyjnym Żydem, skrupulatnie zachowuje przepisy Tory i Talmudu. Gdy okazuje się, że małżonkowie nie mogą mieć dzieci, miejscowy rabin, prywatnie ojciec Meira, namawia go do podjęcia decyzji o rozwodzie. Zdaniem rabina, niepłodna kobieta nie jest kobietą. W tym samym czasie siostra Rywki, Malka, wiąże się z odrzuconym przez wspólnotę Jaakowem. Jaakow żyje bardziej w świecie poza dzielnicą ortodoksyjną. Dziewczyna zostaje zmuszona przez rabina do wyjścia za Yossefa.

## Obsada
W filmie wystąpili m.in.:
- Yaël Abecassis jako Rywka
- Joram Hatab jako Meir
- Meital Berdah jako Malka
- Yussuf Abu-Warda jako Rav Shimon
- Samuel Calderon jako wujek Szlomo
- Sami Hori jako Jaakow
- Rivka Michaeli jako ginekolog
- Amos Gitaj jako człowiek w barze

## Nagrody
Film prezentowano na szeregu festiwalach filmowych, m.in. wː Cannes, Montrealu, Telluride, Toronto, Salonikach, Nowym Jorku, Los Angeles, Singapurze, Calgary i Dżakarcie. Obraz nagrodzono British Independent Film Award za najlepszy film nieanglojęzyczny, amerykańską Nagrodą National Board of Review oraz singapurską Silver Screen Award za najlepszy scenariusz. Obraz startował w konkursie głównym o Złotą Palmę na 52. MFF w Cannes.